# 砂時計星雲
砂時計星雲（Engraved Hourglass Nebula 、MyCn 18）は、はえ座の方角に地球から約8000光年の位置にある若い惑星状星雲である。アニー・ジャンプ・キャノンとマーガレット・メイオールがヘンリー・ドレイパーカタログの拡張作業中に発見した。当時、この天体は単に小さくて暗い惑星状星雲とされたが、ジェット推進研究所のRaghvendra SahaiとJohn Traugerらがより進んだ望遠鏡や撮影技術を用いて、1996年1月18日にその砂時計のような形状を明らかにした。MyCn 18の砂時計の形状は、赤道地方が極地方よりも濃く、ゆっくりと拡張する分子雲の中で、速い恒星風が吹いたために形成されたと考えられている。
干潟星雲の中に The Hourglass Nebulaと呼ばれる別の星雲が存在する。

## 現代文化での言及
- 1997年4月号の『ナショナル・ジオグラフィック』誌の表紙を飾った。そのユニークな形から、編集者は「天文学者は8000光年彼方の宇宙をハッブル宇宙望遠鏡で覗いたが、神の眼が後ろからじろじろ見ているようだった。」とコメントした。
- パール・ジャムの2000年のアルバム『バイノーラル』の表紙になった。
- コンピュータゲーム『Final Doom』に登場する。
- 映画『天使と悪魔』で、欧州原子核研究機構の研究室のポスターに描かれている。
- ビデオゲーム『Mass Effect 2』の中で、ミッションで訪れることができる星団の1つとして登場する。